# Gare de Saint-Martin-du-Var
La gare de Saint-Martin-du-Var est une gare ferroviaire française de la ligne de Nice à Digne, située sur le territoire de la commune de Saint-Martin-du-Var, dans le département des Alpes-Maritimes, en région Provence-Alpes-Côte d'Azur.

## Situation ferroviaire
Établie à 110 mètres d'altitude, la gare de Saint-Martin-du-Var est située au point kilométrique (PK) 20,680 de la ligne de Nice à Digne entre la gare des Castagniers (en direction de Nice) et la gare du Pont Charles-Albert (en direction de Digne-les-Bains).
Elle est dotée de trois voies encadrées par deux quais dont un latéral et un central. Elle permet le croisement des trains.

## Histoire
La gare de Saint-Martin-du-Var a été mise en service le 7 juin 1892 en même temps que la section de Nice à La Tinée,.

## Service des voyageurs

### Accueil
Gare des Chemins de fer de la Provence, elle dispose d'un bâtiment voyageurs fermé ainsi que d'un abri pour les voyageurs sur le quai central.

### Desserte
Saint-Martin-du-Var est desservie par les trains périurbains reliant Nice à Plan-du-Var ainsi que les trains assurant la liaison de Nice à Digne-les-Bains.

### Intermodalité
La gare n'est en correspondance avec aucune ligne de transports publics.